# NGC 1006
NGC 1006 في الفهرس العام الجديد، هي مجرة، تقع في كوكبة قيطس. اكتشفت في 21 نوفمبر 1876 بواسطة إدوارد ستيفان، وبواسطة لويس سويفت.

## روابط خارجية
- NGC 1006 على موقع ويكي سكاي: DSS2, SDSS, GALEX, IRAS, Hydrogen α, X-Ray, Astrophoto, Sky Map, Articles and images